# Jacques Brodin
Jacques Brodin (* 22. Dezember 1946 in Les Andelys; † 1. Oktober 2015 in Guiseniers) war ein französischer Degenfechter.

## Erfolge
Jacques Brodin wurde 1965 in Paris und 1966 in Moskau mit der Mannschaft Weltmeister, zudem gewann er mit ihr 1967 in Montreal Silber. Im Einzel gelang ihm 1974 in Grenoble der Gewinn der Vizeweltmeisterschaft. Zweimal nahm er an Olympischen Spielen teil: bei den Olympischen Spielen 1964 in Tokio erreichte er mit der französischen Equipe das Gefecht um den dritten Platz, in dem Schweden nach einem 8:8-Unentschieden aufgrund des mit 64:59 besseren Trefferverhältnisses mit 9:6 besiegt wurde. Gemeinsam mit Jacques Guittet, Claude Bourquard, Yves Dreyfus und seinem Bruder Claude Brodin erhielt Brodin somit die Bronzemedaille. 1972 belegte er in München in der Einzelkonkurrenz den sechsten Platz, während er im Mannschaftswettbewerb als Viertplatzierter knapp einen weiteren Medaillengewinn verpasste. In den Jahren 1968, 1969, 1971, 1972 und 1974 wurde er französischer Einzelmeister mit dem Degen.
Brodin war Elektriker.